# Nader Abbassi
Nader Abbassi (* 8. September 1963 in Kairo) ist ein ägyptischer Sänger, Fagottist, Dirigent und Komponist.

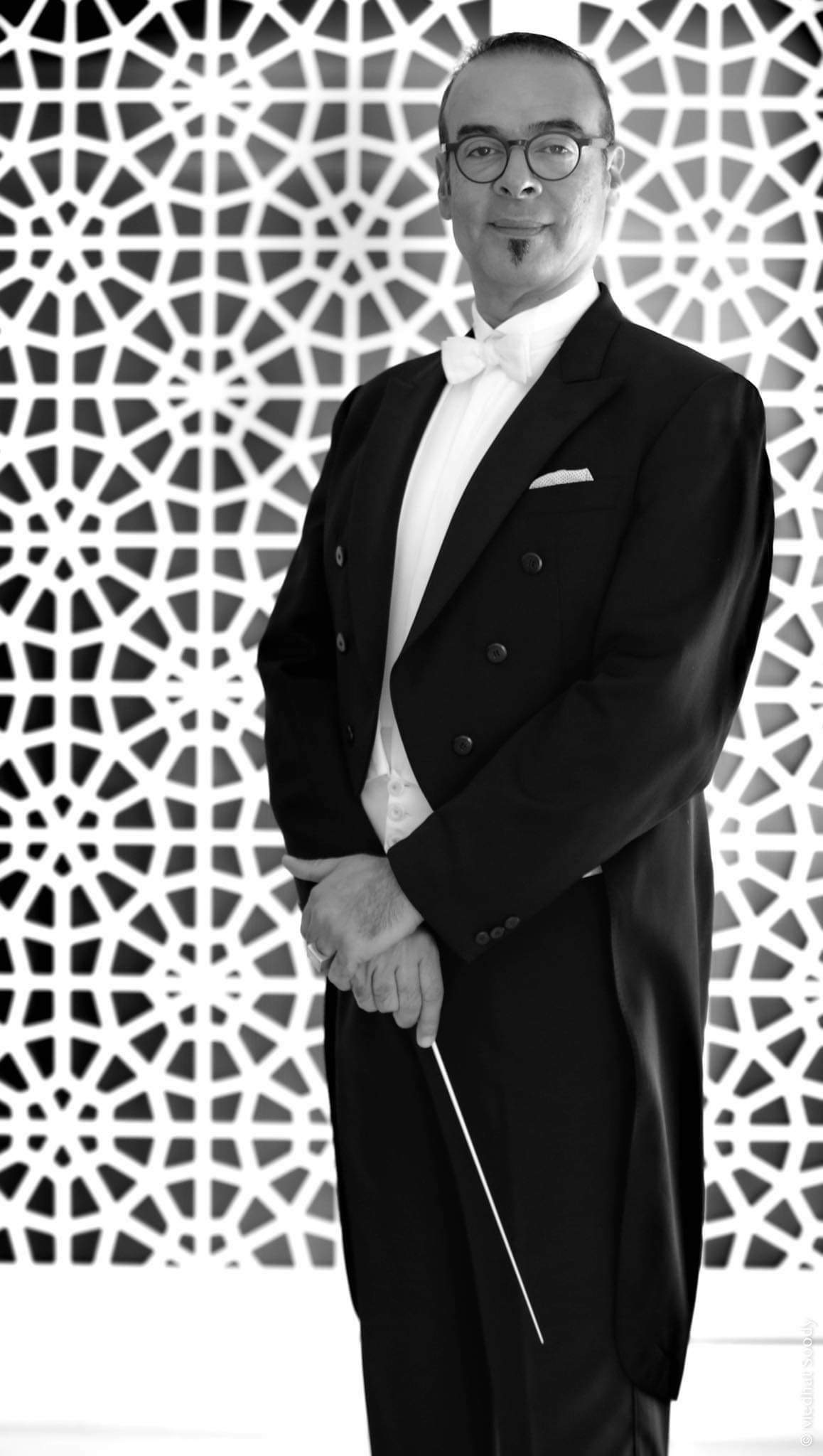
Nader Abbassi

## Leben
Nader Abbassi war von 2002 bis 2011 künstlerischer Leiter und Erster Dirigent des Cairo Opera Orchestra. Er debütierte hier 2002 bei einer Aufführung der Oper Aida bei den Pyramiden von Gizeh. 2011 wurde er künstlerischer und musikalischer Leiter der ATARA Culture Foundation, Doha – Qatar und musikalischer Leiter und Erster Dirigent des neu geschaffenen Qatar Philharmonic Orchestra QPO. 2015 gründete er das  United Philharmonic Orchestra und ist seitdem dessen künstlerischer Leiter und Erster Dirigent. Er ist künstlerischer Leiter des Orchestra de la Paix in Paris. Beim Gesangswettbewerb “International Stenhammar Singing Competition” in Norrköping ist er ständiges Mitglied der Jury. 2006 leitete er an der Opéra de Marseille eine Aufführung der Oper Maria Golovin des US-amerikanischen Komponisten Gian Carlo Menotti in dessen Gegenwart und ist seither dort regelmäßig Gastdirigent. Weltweit leitete er diverse Klangkörper wie die Staatsphilharmonie Rheinland-Pfalz, das Philharmonische Orchester Heidelberg, das Orchester des Richard-Strauss-Konservatorium München, Philharmonique de Marseille, das Orchestre National Pays de la Loire, das Orchestra National Bordeaux Aquitaine, das Sinfonieorchester Basel, das Philharmonische Orchester Norrköping, das Philharmonische Orchester Lissabon, die Slowenische Philharmonie Lubljana und das Sacramento Philharmonic Orchestra.